# Косово и Метохија : стари путописи
Косово и Метохија : стари путописи је стручна монографија за коју је предговор, коментаре и избор урадила Ана Стишовић Миловановић, објављена 2021. године у издању Друштва Рашка школа из Београда.

## О књизи
Издавање књиге Косово и Метохија : стари путописи помогли су Министарство културе Србије и Секретаријат за кулгуру града Београда.
Књига је збир изабраних путописа међу којима су један владар, дипломате, конзуларни саветници или секретари амбасада, писци и песници, свештена лица, историографи, географи, учитељи, војници, али и светски путници без специфичног занимања. Први запис српског аутора је из 15. века деспота Стефана Лазаревића (1377-1427), први запис европског путописца из 16. века Феликса Петанчића (1455-после 1517), а последњи је из прве половине 20. века Вељка Петровића (1884-1967) и Ребеке Вест (1892-1983).
У књизи су српски путописи осим споменутих и путописи монаха Гидеона Јуришића (1809-1872), митрополита призренског Исаије Димитријевића-Туцака (не зна се година рођења ни смрти), правника Милоша Милојевића (1840-1897), богослова Зарије Поповића (1856-1934), професора на Лицеју Панте Срећковића (1834-1903), писца, астронома, историчара Симеона Гопчевића (1855-1928), монаха, песника, публицисте, просветитеља и добровољца из оба Српско-турска рата Милојка Веселиновића (1850-1913), генералног конзула у Солуну, Битољу, Скопљу и Приштини, народног посланика Тодора П. Станковића (1852-1925), етнографа, приповедача и дипломате Ивана Иванића (1867-1935), учитеља и књижевника Јанићија Поповића (1883-1951), народног посланика, писца, професора Григорија Божовића (1880-1945), песника, романсијера, путописца, сликара и дипломате Растка Петровића (1898-1949), књижевника Бранислава Нушића (1864-1938), песника и дипломате Милана Ракића (1876-1938) и књижевника, новинара, адвоката и академика Драгише Васића (1885-1945).
Од страних путоисаца ту су правник и дипломата Филип Дифрен-Кане (1551-1610), немачки дипломата и путописац Бенедикт Курипешић (1491-1531), песник Жан Палерн Форезјен (1557-1592), бискуп Марин Бици (1570-1624), отомански путописац Евлија Челебија (1611-1682), лекар Едвард Браун (1642-1708), дипломата Иг Пуквил, потомак угледне дубровачке породице, трговачки службеник Републике Марин Кабужић (1672-1740), филолог и диломата Јохан Георг Хан (1811-1869), књижевница Мери Едит Дарам (1863-1944), лекар Ами Буе (1794-1879), историчар Иван Степанович Јастребов (1839-1894), слависта Александар Гиљфердинг (1831-1872), путописац Георгина Мјуир Мекензи (1833-1874).